# Lechenaultia divaricata
Lechenaultia divaricata är en tvåhjärtbladig växtart som beskrevs av Ferdinand von Mueller. Lechenaultia divaricata ingår i släktet Lechenaultia och familjen Goodeniaceae. Inga underarter finns listade i Catalogue of Life.

## Bildgalleri

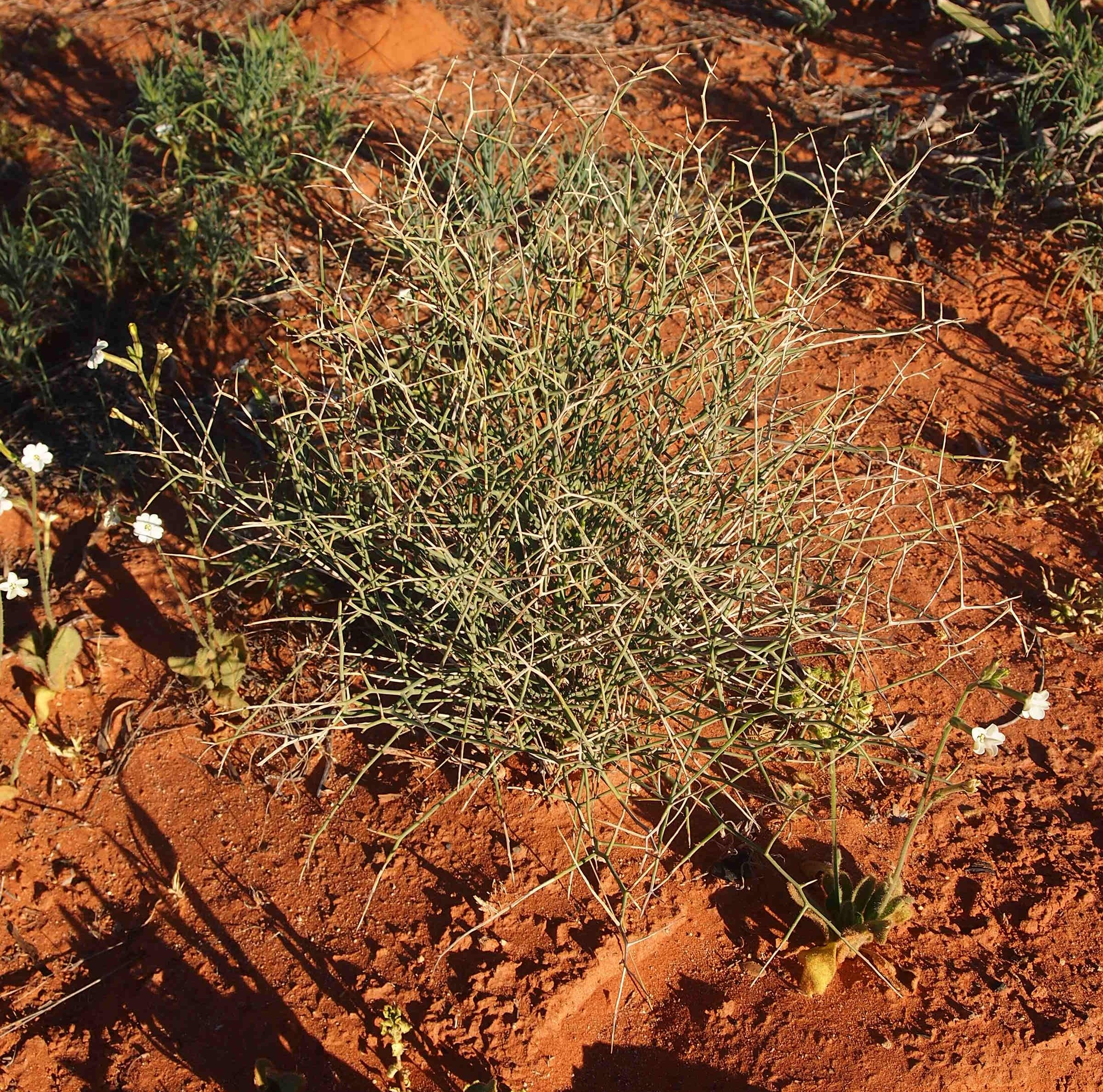